# NGC 5912
NGC 5912 é uma galáxia elíptica (E-S0) localizada na direcção da constelação de Ursa Minor. Possui uma declinação de +75° 23' 05" e uma ascensão recta de 15 horas, 11 minutos e 40,5 segundos.
A galáxia NGC 5912 foi descoberta em 12 de Dezembro de 1797 por William Herschel.